# Christopher Benstead
Christopher « Chris » Benstead est un compositeur, mixeur et un monteur son britannique né en décembre 1981,.

## Biographie
Christopher Benstead grandit dans le Yorkshire avant de faire ses études à l'Université de Surrey à Guildford (Surrey).
Il est directeur de Splice Music depuis juin 2012,.
Après avoir participé au montage de la musique sur de nombreux films dans les années 2000-2010, il passe à la composition pour le long métrage The Gentlemen de Guy Ritchie sorti en 2019.

## Filmographie
Sauf indication contraire, les informations mentionnées dans cette section peuvent être confirmées par la base de données cinématographiques IMDb,  présente dans la section « Liens externes ».

### Compositeur
- 2019 : The Gentlemen de Guy Ritchie
- 2021 : Un homme en colère de Guy Ritchie
- 2023 : Operation Fortune: Ruse de guerre de Guy Ritchie
- 2023 : The Covenant : Mission en Afghanistan de Guy Ritchie
- 2024 : Le Ministère de la Sale Guerre (The Ministry of Ungentlemanly Warfare) de Guy Ritchie
- 2025 : Fountain of Youth de Guy Ritchie

### Monteur musique
- 2004 : Coup de foudre à Bollywood (Bride & Prejudice) de Gurinder Chadha : monteur musique
- 2005 : Orgueil et Préjugés (Pride & Prejudice) de Joe Wright : adjoint monteur musique
- 2005 : Kingdom of Heaven de Ridley Scott : adjoint monteur musique
- 2007 : Le Limier (Sleuth) de Kenneth Branagh : monteur musique
- 2007 : La Dernière Légion (The Last Legion) de Doug Lefler : monteur musique
- 2010 : Black Swan de Darren Aronofsky
- 2010 : Le Choc des Titans (Clash of the Titans) de Louis Leterrier : monteur musique
- 2011 : La Planète des singes : Les Origines (Rise of the Planet of the Apes) de Rupert Wyatt : monteur musique
- 2011 : Thor de Kenneth Branagh : monteur musique
- 2012 : Rebelle (Brave) de Mark Andrews et Brenda Chapman : monteur musique
- 2013 : Capitaine Phillips (Captain Phillips) de Paul Greengrass : monteur musique
- 2013 : Gravity d'Alfonso Cuarón : monteur musique
- 2014 : The Ryan Initiative (Jack Ryan: Shadow Recruit) de Kenneth Branagh : supervision montage musique
- 2015 : Everest de Baltasar Kormákur : monteur musique
- 2015 : Cendrillon (Cinderella) de Kenneth Branagh : supervision montage musique, mixage
- 2021 : Mourir peut attendre (No Time to Die) de Cary Joji Fukunaga : supervision montage musique

## Distinctions

### Récompenses
- Oscars 2014 : Oscar du meilleur mixage de son pour Gravity
- BAFTA 2014 : British Academy Film Award du meilleur son pour Gravity